# Каучины
Каучины, кавчины (монг. хаучин) — одно из средневековых монгольских или тюрко-монгольских племён, поселившихся в XIV веке на территории Мавераннахра. Каучины были в составе войска, выделенного в своё время Чингисханом своему сыну Чагатаю (годы жизни: 1185—1242).

## Этноним
Согласно академику В. В. Бартольду, слово каучин, первоначально не было названием отдельного рода или племени, а было названием привилегированной части войска. По словам Шереф ад-дина Йезди, так называлась собственная тысяча хана.
Названия каучин нет в «Сокровенном сказании» эпохи Чингисхана, также оно не встречается у крупнейшего ильханидского историка Рашид ад-Дина.
В примечаниях второй части второго тома «Сочинений» В. В. Бартольда указано, что в действительности в Зафар-наме Шереф ад-дина сказано, что «каучин» было названием «рода (бой) собственной тысячи». Если принять одну из трактовок сообщений Рашид ад-Дина, то слово каучин оказывается не только военным термином, но и племенным названием.
В источниках XV века на территории Мавераннахра применяются следующие формы этнонима: кавчин, каучун.
По мнению М. А. Салье, каучины были тюркским родом.
Как писал калмыцкий учёный Ц. Д. Номинханов, каучин и кутчи — разновидность одного и того же племенного названия. Номинханов при этом ссылается на сведения И. П. Магидовича из книги «Материалы по районированию Средней Азии». Следует отметить, что название кутчи принято считать одной из форм этнонима кушчи. 
По предположению монгольского историка Энхчимэг Цэндмаа, этимология слова «кау-чин» восходит к монгольскому слову «хуу-чин» (хаучин), что означает «старый, древний». По её мнению, в монгольских исторических источниках этноним отражён в форме «хуучин». Хуучины упоминаются как в составе восточных монголов, так и в составе ойратов.
В переводе с даурского языка «каучин» значит «старый».

## История

Территория Чагатайского улуса в конце XIII века

Каучины наряду с джалаирами, барласами и арулатами упоминаются в числе монгольских или тюрко-монгольских племён, которые были переданы в удел Чагатай-хану в составе 4 тысяч воинов и переведены в Среднюю Азию, где впоследствии они вошли в основной состав моголов Моголистана. 
Согласно В. В. Бартольду, барласы, джалаиры, арлаты и каучины в дальнейшем представляли собой четыре главных рода в Улусе Чагатая. Они получили уделы первыми и в лучших районах их распределения: для барласов были пожалованы долины Кашкадарьи, с главным городом Шахрисабзом, джалаиров — бассейн Сырдарьи, с главным городом Ходжентом, арлатов — Северный Афганистан, каучинов — бассейн верховьев Амударьи. Казахский ученый С. К. Ибрагимов, ссылается и поддерживает мнение В. В. Бартольда. 
По мнению казахского историка М. Х. Абусеитовой, поскольку арулаты, джалаиры и каучины пользовались особенным влиянием среди чагатаев, то они на некоторое время стали противниками Тимура в борьбе за власть. Сам Тимур в первую очередь пользовался поддержкой барласов, племени из которого он сам происходил. Тимур в конце концов одержал верх и окончательно укрепил свою власть в западных частях Чагатайского улуса.
Насчёт происхождения эмира Казагана В. В. Бартольд выражает два противоположных мнения: первое: «очень вероятно, что из каучинов происходил первый правитель Мавераннахра из чагатайских эмиров, Казаган (1346—1358)»; второе: Бартольд называет его «тюркским эмиром Казаганом». В персидских источниках Казаган упоминается в числе «турецких» (т. е. тюркских) эмиров Мавераннахра.
Из племени каучин происходил Ардашер Кавчин, один из сподвижников Тимура. В «Зафар-наме» также упоминаются Топлак Кавчин, Алка Кавчин, Аталмиш Кавчин, Тилак Кавчин.
В «Бабур-наме» упоминаются следующие эмиры из племени каучин: Али Мазид Каучин, Касим бек Каучин, Мир Шах Каучин, Кул Мухаммед Бугдай, Мухаммед Ильчи Буга.

## Потомки
Этноним каучин в Монголии среди названий племён и родов не встречается. Данное название впервые было зафиксировано на территории Чагатайского улуса и в дальнейшем фиксировалось только на территории Средней Азии. После XVI века племенное название каучин в Мавераннахре за исключением современной территории Таджикистана не упоминается.
По предположению монгольского историка Энхчимэг Цэндмаа, этноним каучин встречается в монгольских исторических источниках XVII в. в форме хуучин.